# リードオンリーメモリーズ:ニューロダイバー
『リードオンリーメモリーズ:ニューロダイバー』（Read Only Memories: NEURODIVER）は、アメリカのインディーゲームスタジオMidBossが開発しコーラス・ワールドワイドより2024年5月16日に発売されたアドベンチャーゲーム。

## 概要
サイバーパンクの世界観を持つ西暦2064年のアメリカの都市、ネオ・サンフランシスコ（Neo-San Francisco）を舞台とする前作『2064: Read Only Memories』の続編で、物語のプロローグ部分は2068年、本編は2070年の時代設定となっている。このうち、プロローグ部分は2021年3月に体験版として先行配信されている。
本作の主人公は、超感覚的知覚を研究するネオ・サンフランシスコの企業ミネルヴァ社（MINERVA）に所属するエスパーのES88（イーエスエイティエイト）で、同じく超能力を有する人工生命体「ニューロダイバー」の力を借りて人の記憶に入り込むことができる。ES88は、特定の出来事を忘失した人物の記憶の中にある「断片化」（損傷）部分を「デフラグ」（修復）する任務に取り組んでいるが、その過程で、記憶の断片化を引き起こしている元凶の存在「ゴールデン・バタフライ」（Golden Butterfly）と対峙していくことになる。

## システム
画面上にあるオブジェクトにカーソルを合わせてチェックしながらゲームを進めていくというポイント・アンド・クリック形式のシステムは、基本的に前作と共通している。ただ、開発初期段階の画面では前作同様にオブジェクトに対して「見る」「調べる」「話しかける」「アイテムを使う」を実行すると思われるアイコンが表示されているが、製品版ではそうしたアイコンはなく、UIが簡素化されている。
ES88が記憶の中に入り込んだ後の場面では、断片化した一部箇所の描写が不鮮明になっており、この箇所を調べるとアイテムの提示を求められる。アイテムは記憶内の場面の各所で手に入り、このうち正解のもの（場面により必要な個数は異なる）をあてはめると修復が完了して物語が進行する。

## 登場人物
キャラクターボイスについて、開発時点では日本語音声に対応予定としていたが、発売時点では英語ボイスのみとなっている。

### ミネルヴァ社の関係者
ES88
声 - デイジー・ゲバラ
ミネルヴァ社所属のエスパー。物語本編では23歳。全身が紫の体色をしている。「ES88」は通称で、ミネルヴァ社でのコードネーム「エスパー8801」（ESPER-8801）の略。本名は、ルナ・クルーズ・デ・ラ・ヴェガ（Luna Cruz de la Vega）。
ニューロダイバーとともに社内での任務をこなしてきたが、初の大きな社外任務としてゴールデン・バタフライの案件を託され、やる気に燃える。暇なときに周囲の人物の記憶を読んでしまうことがある。
漫画・アニメ作品『マジカルコマンダー雪乃』（Magical Commander Yukino）の大ファンで、主人公の魔法少女・雪乃に憧れている。一方、ゴールデン・バタフライの任務を開始して以降の就寝中に、自身が「マジカルコマンダー・ルナ」となったアニメ作品のような夢を繰り返し見るようになるが、回を追うごとにゴールデン・バタフライが夢に干渉する度合いが強まり、精神的に追い詰められていく。
ディレクターを務める「JJSignal」ことジョン・ジェームスによると、ES88の名前はNECのパソコン、PC-8801にちなんで名付けたとのこと。
ニューロダイバー (Neurodiver)
超能力を有する人工生命体。普段は液体で満たされたカプセル型容器の中に入っている。人間の言葉は話せないが、呼びかけに対して声を発する。猫用の湿ったエサが主食。
人間の手の指のような触手で対象者をつかみ、記憶を読み取るエスパーの能力を増幅させて断片化修復のサポートを行う。ミネルヴァ社内でES88が唯一ニューロダイバーを扱うことができる。
ゲイト (GATE ZERO)
声 - アンバー・リー・コナーズ
ミネルヴァ社所属のアンドロイド。かつては戦争に参加した軍用アンドロイドだったが、現在は危険性のあるパーツを除去して武装解除されたBCA（Brain Controlled Android、脳制御型アンドロイド）となっている。
ニューロダイバーの護衛としてES88の任務に同行し、任務での難しい判断やゴールデン・バタフライの浸食で苦悩するES88を支える。ES88とはプライベートでも交流があり、漫画『マジカルコマンダー雪乃』を借りて読んだり、逆に自身が読んでいる本をES88に薦めたりしている。
ルーシィ (L.U.C.Y.)
声 - エイミー・スミス
ミネルヴァ社のロビーで受付を行うROM（AI搭載ロボット）。
社内のネットワークと繋がっており、社員の状況を把握している。
トレース (TRACE)
声 - イェニ・アン
ミネルヴァ社所属の上級エスパー。「トレース」は通称で、本名はLuz Sofía Orta del Bosque（日本語表記は無し）。
後述のハロルドが会社のコンピュータにログインできない状況に陥るが、これは誰かのサイキック攻撃によるものと感じ、ニューロダイバーの力を借りて真相を解明してほしいとES88に依頼する。
会話の中では、カリヤテ（Cállate、黙って）、カルマテ（Cálmate、落ち着いて）、ノスベモス（Nos vemos、またね）など、スペイン語を交える。
ハロルド (Harold)
声 - ブレント・ムカイ
ミネルヴァ社所属の職員。
後述のフォルトゥナのオフィスにあるタンクを磨いていたところ突然閃光が走り、それ以降、ログイン用のパスワードが思い出せなくなる。ES88の活躍によりパスワードの記憶は元に戻るが、その後、セキュリティ意識の低さからフィッシング詐欺に引っかかり、後述のトムキャットによるミネルヴァ社へのハッキングを許してしまう。
悪戯好きで、社内のハロウィンパーティーの幹事を5年務めている。また、2055年上映の劇場アニメ『ファントム・クリーナー美咲〜楽園・おぼえていますか〜』（Phantom Cleaner Misaki: Do You Remember Paradise?）やロボットグモのフランキー（Frankie）を愛好する一面もある。
フォルトゥナ (FORTUNA)
声 - アミナ・コロマ
ミネルヴァ社の責任者。エスパーの能力を保持している。「フォルトゥナ」は通称で、本名は不明。
ES88にゴールデン・バタフライの情報を伝え、断片化修復の任務を託す。一方、トムキャットからのハッキング攻撃を受けた際、人の記憶に干渉し消去することを制限しているミネルヴァ社の服務規程の例外として、会社の情報漏洩を阻止するためにトムキャットの記憶を消去するようES88に指示する。
かつて自身の超能力の暴走により大勢を傷つけてしまったことがあり、ミネルヴァ社に連れてこられた当初の幼いES88が自身の二の舞にならぬよう、ES88の記憶の一部を社内のタンクに分離し能力の安定化を図る処置を施している。

### その他の人物
クロウ (Crow)
声 - アダム・ハリントン
ライオンとのハイブリッド（体内に動物の遺伝子を組み込んだ人物）。前作では、本編クリア後のエピソード「エンドレス・クリスマス」で登場した。「クロウ」は通称で、本名は不明。
2058年まで続いていた戦争に参加しており、ゲイトは共に戦った間柄。兵役を終えた後にハイブリッドとなり、韓国の釜山のバイヤーに情報を売るというアルバイトを「老いぼれ鳥」（Old Birds）と呼ばれる仲間たちとともに引き受ける。その際の報酬を仲間に渡したとクロウは記憶しているが、仲間からはクロウが金を盗んだと言われ、食い違いが生じているため、ES88に記憶の調査を依頼する。
後述のレクシーの記憶の中の場面でも登場し、BCAのパーツの密輸未遂容疑が掛けられる。
スパロウ (Sparrow)
声 - アシュリー・ウッズ
クロウの記憶の中で登場する、「老いぼれ鳥」の一人。
自身がタコとのハイブリッドであることをクロウに伝え、ハイブリッドとして生きていくことについてのアドバイスを送る。
ホーク (Hawk)
声 - マシュー・カーティス
クロウの記憶の中で登場する、「老いぼれ鳥」の一人。
ハイブリッドとなったクロウを見てバケモノ呼ばわりするが、後に謝罪する。
アウル (Owl)
声 - ゲイリー・スケールズ
クロウの記憶の中で登場する、「老いぼれ鳥」の一人。
情報チップを内部に隠したチェギ（韓国の遊び「チェギチャギ」で使用する羽根）をバイヤーに渡すようクロウに依頼する。
見知らぬ者 (Stranger)
声 - マイロ・リード
クロウの記憶の中で登場する、情報チップの受け取り手であるバイヤー。ハイブリッドの手術を施したことにより、エスパーの能力を不完全ながら保持している。
チップにはエスパーの真の力を得るための方法が記録されており、これと引き換えでクロウに金を渡す段取りのはずだったが、チップをタダで手に入れようとクロウたちの記憶を改ざんし、金を支払わずにチェギを持ち去る。しかし、そのチェギはクロウがポケットに忍ばせておいた別物で、結局、チップが渡ることはなかった。
レクシー・リバース (Lexi Rivers)
声 - ケイトリン・グラス
ギアリー通りに事務所を構える私立探偵。前作では、ネオ・サンフランシスコ市警の刑事として主人公をサポートした。なお、前作日本語版での姓の表記は「リバーズ」だったが、本作では「リバース」となっている。
かつて捜査を行った豪華観光列車「ゴールデンレイル号」（Golden Rail）の車内での出来事を思い出せない状態にあり、ES88が記憶を調べる。
幼い頃のES88をミネルヴァ社に連れて行っており、事務所を訪れたES88を見てレクシーはそのことを思い出すが、ES88はレクシーと会ったこと自体を覚えていない。
前作と本作の間に起きた出来事を描くコミック作品『Read Only Memories』（作：シーナ・グレース、絵：ステファノ・シメオネ）ではレクシーが主人公を務めているが、この中ではクロウと競合関係にあり、本作のレクシーの自室にはクロウが手柄を立てた際の記事が貼られている。
カーター (Karter)
声 - トリアン・ブラケット
レクシーの記憶の中で登場する、当時のレクシーの同僚刑事。
ゴールデンレイル号の客室の扉を開けるカードキーをレクシーに渡し、その後もレクシーからの相談に乗る。
ベロニカ・サマーズ (Veronica Summers)
声 - エリン・ルンドクイスト
レクシーの記憶の中で登場する、ゴールデンレイル号の車掌長。
BCAのパーツを密輸している事実を当初隠していたが、発覚すると態度を一変させて警察の体制への批判を展開し、レクシーをうろたえさせる。
トムキャット (TOMCAT)
声 - ジョシュア・ウォーターズ
南ヴァンネス通り20番街在住のハッカー。前作では、卓越したハッキング技術で主人公をサポートした。「トムキャット」は通称で、記憶の中のパートではジュールズ（Julian "Jules" Thomas）と表記される。
ミネルヴァ社へのハッキングの件で訪れたES88たちを歓迎し、巨大企業でありながら資金源など不明な点が多いミネルヴァ社への興味からちょっかいを出したとハッキングの意図を告白する。
まだ幼い頃、姉のキャサリンとともに巨大企業パララックスへのハッキングを行い成功するが、その後ほどなくしてキャサリンは自動運転車に轢かれて死亡し、トムキャットはこれがパララックスの仕業だと考えている。ES88たちとのやり取りの後、警察に押収されていたノートパソコンを後述の弁護士のジェスから受け取るが、起動のためのアクセスキーが思い出せず、ES88に記憶の調査を求める。
前述のように、ES88はトムキャットの記憶を消去せよというフォルトゥナからの指示を受けているが、そうした記憶消去の行為はゴールデン・バタフライと同じではないかとの思いに駆られて葛藤する。そして、任務の終盤では指示通り消去を実行するか否かの二択を迫られ、選択結果により以降の物語の展開が変化する。
チューリング (Turing)
声 - メリッサ・ハッチソン
トムキャットと同居しているROM。前作では、主人公の相棒として同行した。
ES88たちを部屋に招き入れ、ES88の協力を得て記憶喪失の問題を解決してもらおうとトムキャットに助言する。園芸と描画が趣味で、自室には植物や画材が置かれている。
キャサリン (Catherine)
声 - サラ・ノリス
トムキャットの記憶の中で登場する、トムキャットの姉。前作では、トムキャットから生前のことが語られるものの姿は明かされなかった。
ジュールズ（トムキャット）のハッキングを応援し、無事成功すると、自身が用いていたハッカーネーム「トムキャット」を譲ると伝える。
ジェス・ミーズ (Jess Meas)
声 - サラ・ウィリアムズ
オークランドのテレグラフ通り在住の弁護士。ネコとのハイブリッド。前作では、当初主人公に冷たく当たるが後に協力するようになる。
キャサリンの件でトムキャットの弁護を担当しているが、ES88の超能力を借りて解決に導こうと前のめりになっているトムキャットに対し、超能力が関わる証拠は法廷で使い物にならないと自制を求める。
前回トムキャットと会って以降、後述のかつての弟子マクスウェルを失望させたという感情が蘇るが、その時に自身が何をしたのかを思い出せず、記憶を取り戻したいとES88に伝える。
マクスウェル・デイヴィス (Maxwell Davis)
声 - トリアン・ブラケット
ジェスの記憶の中で登場する、ジェスの当時の弟子。
オークランド動物園にて、ハイブリッドの団結を訴えるデモ活動「アンケイジド」（UNCAGED）をジェスなど支持者たちとともに行うはずだったが、ハイブリッドに批判的な集団「ヒューマン・レボリューション」（Human Revolution）の妨害に会い頓挫する。それから数週間後、亡き父リチャード（Richard）が眠るチャペル・オブ・ザ・チャイムズにジェスを呼び出し、現在の名声を捨てて実力行使に打って出る覚悟であることを伝える。

### ゴールデン・バタフライ
人々の記憶を断片化させる存在。単に「ゴールデン」とも呼ばれる。様々な姿でES88の前に現れる。
その正体は、分離されたES88の記憶が具現化したもので、宿主を求めて人々の記憶を渡り歩き、ES88がそれを修復することでES88の中に取り込まれていく。
ゴールデンの本能 (Golden Instinct)
声 - アダム・ハリントン
レクシーの記憶の中で現れるゴールデン。
刑事のように捜索を行っているES88に対し、捕まえてみろと挑発する。
ゴールデンの理性 (Golden Reason)
声 - メリッサ・ハッチソン
トムキャットの記憶の中で現れるゴールデン。
トムキャットのハッキングの記憶を消すべきか否かで葛藤しているES88に決断を迫り、決断後にはその正当性に疑問を呈して揺さぶりをかける。
ゴールデンの法理 (Golden Rule)
声 - アミナ・コロマ
ジェスの記憶の中で現れるゴールデン。
自分の体を取り戻してぬくもりを感じたいという願望をES88に吐露する。
ゴールデン・ソル (Golden Sol)
声 - デイジー・ゲバラ
物語の終盤で現れるゴールデン。
ES88のこれまでの行動について質し、その信念を試そうとする。
ES88が論戦に勝利した後、ゴールデンを完全に消滅させるかES88の中に完全に取り込んで共存させるかの二択が提示され、選択によりエンディングが変化する。

### ゲストキャラクター
他のゲームソフトのキャラクターや実在の人物をモチーフにしたキャラクターが端役で登場する。
レディ・ラブ・ダイ (Lady Love Dies)
Kaizen Game Works開発のゲームソフト『パラダイスキラー』の主人公。「サンセッツ・カフェ」（Sunsetz Cafe）の店内でノートパソコンを開いて作業している。
SWERY
日本のゲームクリエイター。トムキャットの案件を終えた翌日のミネルヴァ社ロビーで、ミネルヴァ社と協力関係にあるクライアントとして白いフクロウとともにくつろいでいる。
リオナ (Riona)
Toge Productions開発のゲームソフト『コーヒートーク エピソード2:ハイビスカス&バタフライ』の登場人物。カフェバー「チークタイム」（Cheek Time）の前で佇んでいる。
須田剛一
日本のゲームクリエイター。「スダ」（Suda）の名前で登場し、「チークタイム」の店内にあるアーケードゲーム『メガ・フォビター』（Mega Phobetor）をプレイしている。繰り返し話しかけると、須田が代表取締役を務める会社「グラスホッパー・マニファクチュア」のロゴが画面上に表示される。
サブロー (Saburo)
Necrosoft Games開発のゲームソフト『Hyper Gunsport』の登場人物で、作品内で行われている架空のスポーツ「ガンスポート」（Gunsport）の日本チーム選手。「チークタイム」の店内でガンスポートへの熱意を語る。

## 開発
本作の開発は、前作のコンシューマーゲーム版発売から1年後の2018年から開始された。多くのシナリオ案が検討されたが、そのままの続編を作りたくないという考えから、世界観と設定を継承しつつ、前作のキャラクターと新しい主人公を使った別のストーリーを作ることになった。前作では、主人公は画面上に表示されず名前や人称代名詞（三人称）などをプレイヤーの任意で設定するキャラクターだったが、結局のところ、ゲーム内で全体を通して画面上に表示される相棒のチューリングが実質的な主人公のようになっており、実際の主人公に対する二人称や三人称が奇妙に映り多くの困難をもたらした。このことを踏まえ、本作では、既に存在する個性的な主人公キャラクターをプレイヤーが演じ、前作の「プレイヤーの決断＝主人公の決断」という図式から「プレイヤーの決断に対して主人公はどう反応するのか」という興味への変化が図られている。ディレクターのジョン・ジェームス（JJSignal）は「私たちの脚本チームと私は、彼女（ES88）をチューリングと同じくらい魅力的にしようと一生懸命取り組んだ」と語っている。
本作のテーマは、記憶の捉え方やその重要性、過去などが少しずつ歪んでいくことで登場人物の無自覚な不安などの問題が表面化してくるというものである。こうした題材を扱うにあたり大きな影響を受けた作品として、ジェームスは、アニメ作品の『パプリカ』と『カイバ』を挙げている。また、実写映画の『イグジステンズ』は、ニューロダイバーの設定を考えるうえで大きな影響を受けたとしている。
本作の発売時期は、2019年6月の初報時点では2020年予定としていたが、これ以降、年単位での延期が繰り返され、発売が大幅に遅れている。2020年9月開催の東京ゲームショウ2020では2021年発売予定と発表し、2021年3月には「2022年第一四半期中」、2022年9月の東京ゲームショウ2022では「2023年2Q（第二四半期）」、翌2023年9月の東京ゲームショウ2023では「2024年」、そして2024年3月14日、発売日が同年5月16日となったことが発表された。こうした経緯の理由についてジェームスは、予算不足だったことや、多くの要素に時間をかける必要があったためそもそも当初のスケジュールの想定が野心的すぎたことを挙げている。